# Communauté de communes du Val d'Ille-Aubigné
La communauté de communes du Val d'Ille-Aubigné est une intercommunalité française, située dans le département d'Ille-et-Vilaine et la région Bretagne.

## Histoire
La communauté de communes du Val d'Ille a été créée le 31 décembre 1993 par arrêté préfectoral et regroupait neuf communes : cinq issues du SIVOM du canton de Hédé (Guipel, Langouet, La Mézière, Saint-Gondran et Vignoc) et quatre (Melesse, Montreuil-le-Gast, Saint-Germain-sur-Ille et Saint-Médard-sur-Ille) qui n'appartenaient à aucun syndicat intercommunal.
Elle adhère fin 1999 au Pays de Rennes.
Anciennement rattachée à Hédé en fusion-association et redevenue une commune à part entière, Saint-Symphorien intègre l'intercommunalité le 1er janvier 2009.
La communauté de communes du Pays d'Aubigné a été créée le 23 décembre 1993 et regroupait dix communes Andouillé-Neuville, Aubigné, Feins, Gahard, Montreuil-sur-Ille, Mouazé, Romazy, Saint-Aubin-d'Aubigné, Sens-de-Bretagne et Vieux-Vy-sur-Couesnon
En application de la Loi portant nouvelle organisation territoriale de la République, elle est dissoute au 31 décembre 2016 car comptant moins de 15 000 habitants. Neuf communes rejoignent la communauté de communes du Val d'Ille ; la 10e, Romazy, rejoint quant à elle la nouvelle communauté de communes « Couesnon Marches de Bretagne ».
Au 1er janvier 2017, elle prend alors le nom de « communauté de communes Val d’Ille-Aubigné »

## Territoire communautaire

### Géographie
Située dans le centre  du département d'Ille-et-Vilaine, la communauté de communes Val d'Ille-Aubigné regroupe 19 communes et s'étend sur 297,9 km2.

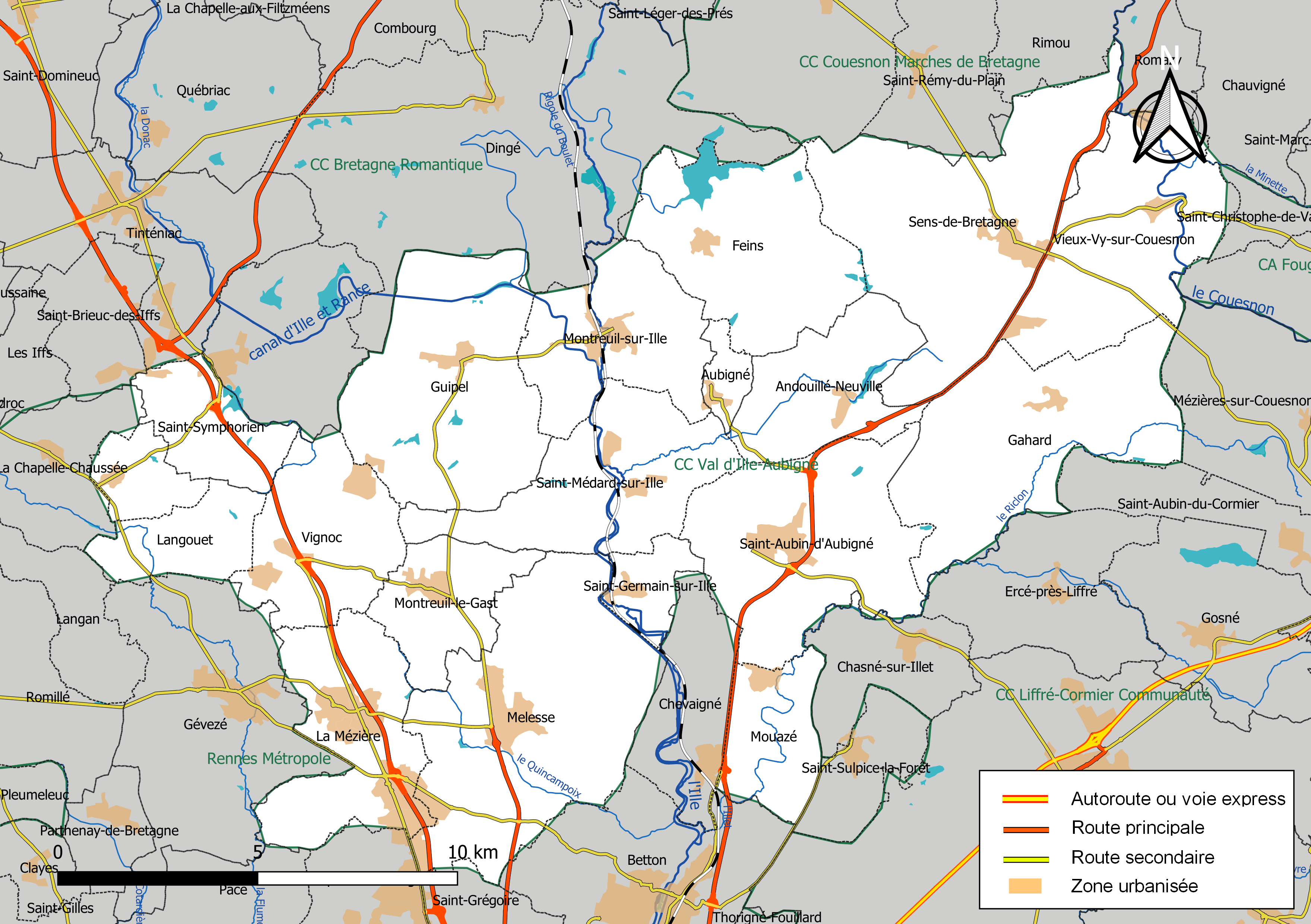
Carte de la communauté de communes Val d'Ille-Aubigné au 1er janvier 2019.

### Composition
La communauté de communes est composée des 19 communes suivantes :

| Nom                       | Code Insee | Gentilé        | Superficie (km2) | Population (dernière pop. légale) | Densité (hab./km2) |
| ------------------------- | ---------- | -------------- | ---------------- | --------------------------------- | ------------------ |
| Montreuil-le-Gast (siège) | 35193      | Montreuillais  | 9,14             | 2 048 (2022)                      | 224                |
| Andouillé-Neuville        | 35003      | Andoléens      | 12,61            | 1 006 (2022)                      | 80                 |
| Aubigné                   | 35007      | Aubinois       | 2,2              | 465 (2022)                        | 211                |
| Feins                     | 35110      | Finésiens      | 20,35            | 1 066 (2022)                      | 52                 |
| Gahard                    | 35118      | Gahardais      | 24,96            | 1 523 (2022)                      | 61                 |
| Guipel                    | 35128      | Guipelois      | 25,11            | 1 735 (2022)                      | 69                 |
| Langouet                  | 35146      | Langouëtiens   | 6,99             | 610 (2022)                        | 87                 |
| Melesse                   | 35173      | Melessiens     | 32,39            | 7 400 (2022)                      | 228                |
| La Mézière                | 35177      | Macériens      | 16,23            | 4 935 (2022)                      | 304                |
| Montreuil-sur-Ille        | 35195      | Montreuillais  | 15,15            | 2 419 (2022)                      | 160                |
| Mouazé                    | 35197      | Mouazéens      | 8,39             | 1 728 (2022)                      | 206                |
| Saint-Aubin-d'Aubigné     | 35251      | Saint-Aubinois | 23,52            | 4 231 (2022)                      | 180                |
| Saint-Germain-sur-Ille    | 35274      | Germinois      | 3,9              | 1 023 (2022)                      | 262                |
| Saint-Gondran             | 35276      | Gondranais     | 4,4              | 629 (2022)                        | 143                |
| Saint-Médard-sur-Ille     | 35296      | Médardais      | 18,22            | 1 350 (2022)                      | 74                 |
| Saint-Symphorien          | 35317      |                | 7,91             | 613 (2022)                        | 77                 |
| Sens-de-Bretagne          | 35326      | Senonais       | 30,82            | 2 620 (2022)                      | 85                 |
| Vieux-Vy-sur-Couesnon     | 35355      | Vieuxviciens   | 21,56            | 1 280 (2022)                      | 59                 |
| Vignoc                    | 35356      | Vignocois      | 14,09            | 2 290 (2022)                      | 163                |

### Démographie
| 1968   | 1975   | 1982   | 1990   | 1999   | 2006   | 2011   | 2016   | 2022   |
| ------ | ------ | ------ | ------ | ------ | ------ | ------ | ------ | ------ |
| 15 327 | 17 170 | 20 226 | 22 312 | 25 357 | 29 888 | 32 915 | 35 692 | 38 971 |

## Administration

### Siège
Le siège de la communauté de communes est à Montreuil-le-Gast, 1 lieu-dit La Métairie.

### Tendances politiques
| Commune                | Maire                    | Étiquette | Étiquette |
| ---------------------- | ------------------------ | --------- | --------- |
| Andouillé-Neuville     | Aurore Gely-Pernot       |           | SE        |
| Aubigné                | Youri Moysan             |           | SE        |
| Feins                  | Alain Fouglé             |           | PS        |
| Gahard                 | Isabelle Lavastre        |           | DVG       |
| Guipel                 | Isabelle Joucan          |           | DVG       |
| Langouet               | Jean-Luc Dubois          |           | SE        |
| Melesse                | Claude Jaouen            |           | DVG       |
| La Mézière             | Pascal Goriaux           |           | PS        |
| Montreuil-le-Gast      | Lionel Henry             |           | UDB       |
| Montreuil-sur-Ille     | Yvon Taillard            |           | SE        |
| Mouazé                 | Frédéric Bougeot         |           | SE        |
| Saint-Aubin-d'Aubigné  | Jacques Richard          |           | UDI       |
| Saint-Germain-sur-Ille | Bertrand Legendre        |           | SE        |
| Saint-Gondran          | Yannick Larivière-Gillet |           | SE        |
| Saint-Médard-sur-Ille  | Noël Bournonville        |           | DVG       |
| Saint-Symphorien       | Yves Desmidt             |           | DVC       |
| Sens-de-Bretagne       | Gérard Morel             |           | SE        |
| Vieux-Vy-sur-Couesnon  | Pascal Dewasmes          |           | DVC       |
| Vignoc                 | Daniel Houitte           |           | SE        |

### Conseil communautaire
Les 38 conseillers titulaires (et 11 suppléants) sont ainsi répartis selon le droit commun comme suit :
| Nombre de conseillers                                                         | Nombre de conseillers | Communes |
| ----------------------------------------------------------------------------- | --------------------- | --- |
|                                                                               | 7                     | Melesse |
|                                                                               | 5                     | La Mézière |
|                                                                               | 4                     | Saint-Aubin-d'Aubigné |
|                                                                               | 3                     | Sens-de-Bretagne |
|                                                                               | 2                     | Guipel, Montreuil-le-Gast, Montreuil-sur-Ille, Vignoc |
|                                                                               | 1 (+1 suppléant)      | Andouillé-Neuville, Aubigné, Feins, Gahard, Langouet, Mouazé, Saint-Germain-sur-Ille, Saint-Gondran, Saint-Médard-sur-Ille, Saint-Symphorien, Vieux-Vy-sur-Couesnon |
| Répartition des sièges de conseillers communautaires par commune de la CCVIA. |                       | |

### Élus
La communauté de communes est administrée par son conseil communautaire constitué en 2020 de 38 conseillers communautaires, qui sont des conseillers municipaux représentant chacune des communes membres.
À la suite des élections municipales de 2020 en Ille-et-Vilaine, le conseil communautaire du 15 juillet 2020 a réélu son président, Claude Jaouen, maire de Melesse, ainsi que ses 11 vice-présidents.
Le bureau est remanié le 14 décembre 2021 à la suite de la démission d'Emmanuel Eloré, maire d'Andouillé-Neuville, et depuis cette date, la liste des vice-présidents est la suivante :
|     | Attributions                                                         | Identité            | Qualité                                     |
| --- | -------------------------------------------------------------------- | ------------------- | ------------------------------------------- |
| 1re | Urbanisme et aménagement de l'espace                                 | Isabelle Lavastre   | Maire de Gahard                             |
| 2e  | Développement économique, emploi et économie sociale et solidaire    | Pascal Goriaux      | Maire de La Mézière                         |
| 3e  | Développement du très haut débit et communication                    | Alain Fouglé        | Maire de Feins                              |
| 4e  | Finances et ressources humaines                                      | Jean-Luc Dubois     | Maire de Langouët                           |
| 5e  | Déplacements et mobilités                                            | Lionel Henry        | Maire de Montreuil-le-Gast                  |
| 6e  | Habitat et rénovation énergétique                                    | Jacques Richard     | Maire de Saint-Aubin-d'Aubigné              |
| 7e  | Développement culturel                                               | Isabelle Joucan     | Maire de Guipel                             |
| 8e  | Services à la population, enfance jeunesse et commerces de proximité | Noël Bournonville   | Maire de Saint-Médard-sur-Ille              |
| 9e  | Agriculture, alimentation et environnement                           | Frédéric Bougeot    | Maire de Mouazé                             |
| 10e | Tourisme                                                             | Ginette Éon-Marchix | 1re adjointe au maire de Montreuil-sur-Ille |
| 11e | Travaux et voirie                                                    | Pascal Dewasmes     | Maire de Vieux-Vy-sur-Couesnon              |

On compte par ailleurs 5 conseillers délégués.
|     | Attributions                               | Identité                 | Qualité                     |
| --- | ------------------------------------------ | ------------------------ | --------------------------- |
| 1er | Qualité de l'eau et GEMAPI                 | Daniel Houitte           | Maire de Vignoc             |
| 2e  | CIAS et EHPAD                              | Yvon Taillard            | Maire de Montreuil-sur-Ille |
| 3e  | Gestion de l'eau potable et assainissement | Gérard Morel             | Maire de Sens-de-Bretagne   |
| 4e  | Sports et vie associative                  | Yves Desmidt             | Maire de Saint-Symphorien   |
| 5e  | Solidarités                                | Yannick Larivière-Gillet | Maire de Saint-Gondran      |

Ensemble, ils forment le bureau communautaire pour la période 2020-2026.

### Liste des présidents
| Période         | Période         | Identité            | Étiquette | Qualité |
| --------------- | --------------- | ------------------- | --------- | --- |
| janvier 1994    | 10 avril 2008   | Jean-Louis Tourenne | PS        | Maire de La Mézière (1983 → 2004) Conseiller général de Hédé (1973 → 2015) Président du conseil général d'Ille-et-Vilaine (2004 → 2015) |
| 10 avril 2008   | 15 avril 2014   | Daniel Cueff        | ECO/BÉ    | Maire de Langouët (1999 → 2020) Conseiller régional de Bretagne (2010 → )                                                               |
| 15 avril 2014   | 10 janvier 2017 | Philippe Chevrel    | PS        | Maire de Vignoc (2008 → 2014) |
| 10 janvier 2017 | En cours        | Claude Jaouen       | DVG       | Maire de Melesse (2014 → ) Réélu pour le mandat 2020-2026                                                                               |

### Régime fiscal et budget
La communauté de communes est un établissement public de coopération intercommunale à fiscalité propre.
Afin de financer l'exercice de ses compétences, l'intercommunalité perçoit la fiscalité professionnelle unique (FPU) – qui a succédé à la taxe professionnelle unique (TPU) – et assure une péréquation de ressources entre les communes résidentielles et celles dotées de zones d'activité.
Elle bénéficie par ailleurs de la dotation de solidarité communautaire (DSC).

## Jumelages
La communauté de communes est jumelée avec trois villages du Somerset, au sud-ouest de l'Angleterre :
- Chedzoy (Angleterre) depuis 2003
- Middlezoy (Angleterre) depuis 2003
- Westonzoyland (Angleterre) depuis 2003